# Katharina Neubert
Pour les articles homonymes, voir Neubert.
Katharina Neubert est une joueuse internationale allemande de rink hockey née le 8 août 1986.   

## Palmarès
En 2016, elle participe au championnat du monde.

## Référence
1. ↑  Profil sur rinkhockey.net
2. ↑  (es) LISTA DEFINITIVA PARA EL MUNDIAL